# Деніна Інна Михайлівна
Інна Михайлівна Деніна (2 березня 1992, Свердловськ, Луганська область, Україна) — українська волейболістка, догравальник. Гравець національної збірної.

## Із біографії
Народилася і виросла в місті Свердловську Луганської області. У дванадцять років поїхала навчатися в Луганському вищому училищі фізичної культури, у тренера Наталі Володимирівні Журби. У складі команди ЛВУФК тричі ставала чемпіонкою України своєї вікової групи. У збірній Луганської області стала переможцем Всеукраїнської спартакіади школярів.
Її брати також займаються волейболом: Іван виступав за харківський «Локомотив», а Олексій більше відомий по пляжному волейболу (зокрема, чемпіон України у парі з Сергієм Поповим).
З 2006 року була у заявці «Іскри», а почала грали в офіційних матчах наприкінці сезону 2008/2009. Наступного року луганські волейболістки виступали в суперлізі, по його завершенні Інна Деніна отримала запрошення від «Сєвєродончанки», одного з лідерів тогочасного українського волейболу. У складі цього клубу ставала призером чемпіонату і кубка України, виступала за національну збірну.
В подальшому захищала кольори «Новатора» (Хмельницький), «Галичанки» (Тернопіль), «Регіни» (Рівне), «М-Технології» (Приштина, Косово) і южненського «Хіміка».

## Клуби
| Роки      | Команди                   |
| --------- | ------------------------- |
| 2006—2010 | «Іскра» (Луганськ)        |
| 2010—2016 | «Сєвєродончанка»          |
| 2018—2019 | «Новатор» (Хмельницький)  |
| 2018—2019 | «Галичанка» (Тернопіль)   |
| 2019—2020 | «Регіна» (Рівне)          |
| 2020—2021 | «Галичанка» (Тернопіль)   |
| 2020—2021 | «М-Технологія» (Приштина) |
| 2021—2022 | «Хімік» (Южне)            |
| 2022—2023 | «Сокіл» (Штернберк)       |

## Статистика
Статистика виступів за українські клуби (з 2018 року):
| Сезон   | Клуб                     | Чемпіонат | Чемпіонат | Чемпіонат | Чемпіонат | Кубки | Кубки | Кубки | Кубки     | Єврокубки | Єврокубки | Єврокубки | Єврокубки |
| Сезон   | Клуб                     | Ігри      | Сети      | Очки      | Ср.       | Ігри  | Сети  | Очки  | Ср.       | Ігри      | Сети      | Очки      | Ср.       |
| ------- | ------------------------ | --------- | --------- | --------- | --------- | ----- | ----- | ----- | --------- | --------- | --------- | --------- | --------- |
| 2018/19 | «Новатор» (Хмельницький) | 16        | 55        | 164       | 2,98      | 3     | 11    | 27    | 2,45      |           |           |           |           |
| 2018/19 | «Галичанка» (Тернопіль)  | 16        | 55        | 177       | 3,22      | 0     | 0     | 0     | 0         |           |           |           |           |
| 2019/20 | «Регіна» (Рівне)         | 14        | 52        | 153       | 2,94      | 1     | 3     | 8     | 2,67      |           |           |           |           |
| 2020/21 | «Галичанка» (Тернопіль)  | 9         | 38        | 155       | 4,08      | 1     | 5     | 27    | 5,4       |           |           |           |           |
| 2021/22 | «Хімік» (Южне)           | 16        | 49        | 147       | 3         | 7 1   | 23 3  | 68 10 | 2,96 3,33 |           |           |           |           |
| Всього  | Всього                   | 71        | 249       | 796       | 3,2       | 13    | 45    | 140   | 3,11      |           |           |           |           |